# Emil Stokłosa
Emil Stokłosa (ur. 28 grudnia 1935) – polski brydżysta, Arcymistrz.

## Wyniki brydżowe

### Rozgrywki krajowe
W rozgrywkach krajowych zdobywał następujące lokaty:
| Mistrzostwa Polski indywidualne | Mistrzostwa Polski indywidualne | Mistrzostwa Polski indywidualne | Mistrzostwa Polski indywidualne |
| Rok                             | Kategoria                       | Pozycja                         |                                 |
| ------------------------------- | ------------------------------- | ------------------------------- | ------------------------------- |
| 1972                            | Open                            | 1                               |                                 |

| Drużynowe mistrzostwa Polski | Drużynowe mistrzostwa Polski | Drużynowe mistrzostwa Polski |
| Sezon                        | Drużyna                      | Pozycja                      |
| ---------------------------- | ---------------------------- | ---------------------------- |
| 1983/84                      | Spójnia Gdańsk               | 3                            |

| Mistrzostwa Polski par | Mistrzostwa Polski par | Mistrzostwa Polski par | Mistrzostwa Polski par |
| Rok                    | Kategoria              | Partner                | Pozycja                |
| ---------------------- | ---------------------- | ---------------------- | ---------------------- |
| 1994                   | Seniorzy               | Józef Pochroń          | 1                      |

### Zawody światowe
W światowych zawodach zdobył następujące lokaty:
| Mistrzostwa Świata. Konkurencja teamów | Mistrzostwa Świata. Konkurencja teamów | Mistrzostwa Świata. Konkurencja teamów | Mistrzostwa Świata. Konkurencja teamów | Mistrzostwa Świata. Konkurencja teamów | Mistrzostwa Świata. Konkurencja teamów |
| Rok                                    | Miejsce                                | Zawody                                 | Kategoria                              | Drużyna                                | Pozycja                                |
| -------------------------------------- | -------------------------------------- | -------------------------------------- | -------------------------------------- | -------------------------------------- | -------------------------------------- |
| 1994                                   | Albuquerque                            | 9. Mistrzostwa Świata                  | Seniorzy                               | Pochroń                                | 8                                      |

### Zawody europejskie
W europejskich zawodach zdobył następujące lokaty:
| Zawody europejskie. Konkurencja par | Zawody europejskie. Konkurencja par | Zawody europejskie. Konkurencja par | Zawody europejskie. Konkurencja par | Zawody europejskie. Konkurencja par | Zawody europejskie. Konkurencja par |
| Rok                                 | Miejsce                             | Zawody                              | Kategoria                           | Partner                             | Pozycja                             |
| ----------------------------------- | ----------------------------------- | ----------------------------------- | ----------------------------------- | ----------------------------------- | ----------------------------------- |
| 1989                                | Salsomaggiore                       | 5. Mistrzostwa Europy Par           | Seniorzy                            | Mieczysław Goczewski                | 2                                   |

## Klasyfikacje brydżowe
- Emil Stokłosa – klasyfikacja PZBS
- Emil Stokłosa – klasyfikacja EBL (ang.)
- Emil Stokłosa – klasyfikacja EBL (ang.)
- Emil Stokłosa – klasyfikacja WBF (ang.)
- Emil Stokłosa – klasyfikacja WBF (ang.)